# Stadtkirche Penkun

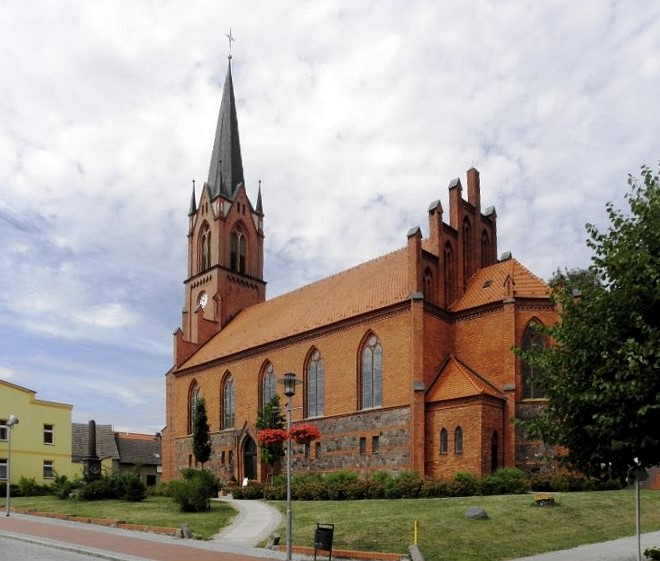
Stadtkirche Penkun

Die evangelische Stadtkirche Penkun in Penkun (Mecklenburg-Vorpommern) wurde 1862 gebaut. Das Gebäude steht unter Denkmalschutz.

## Geschichte
Die Stadt Penkun mit 1765 Einwohnern (2020) wurde 1240 erstmals als Dorf erwähnt, 1269 als oppidum und 1284 als civitas (Stadt).

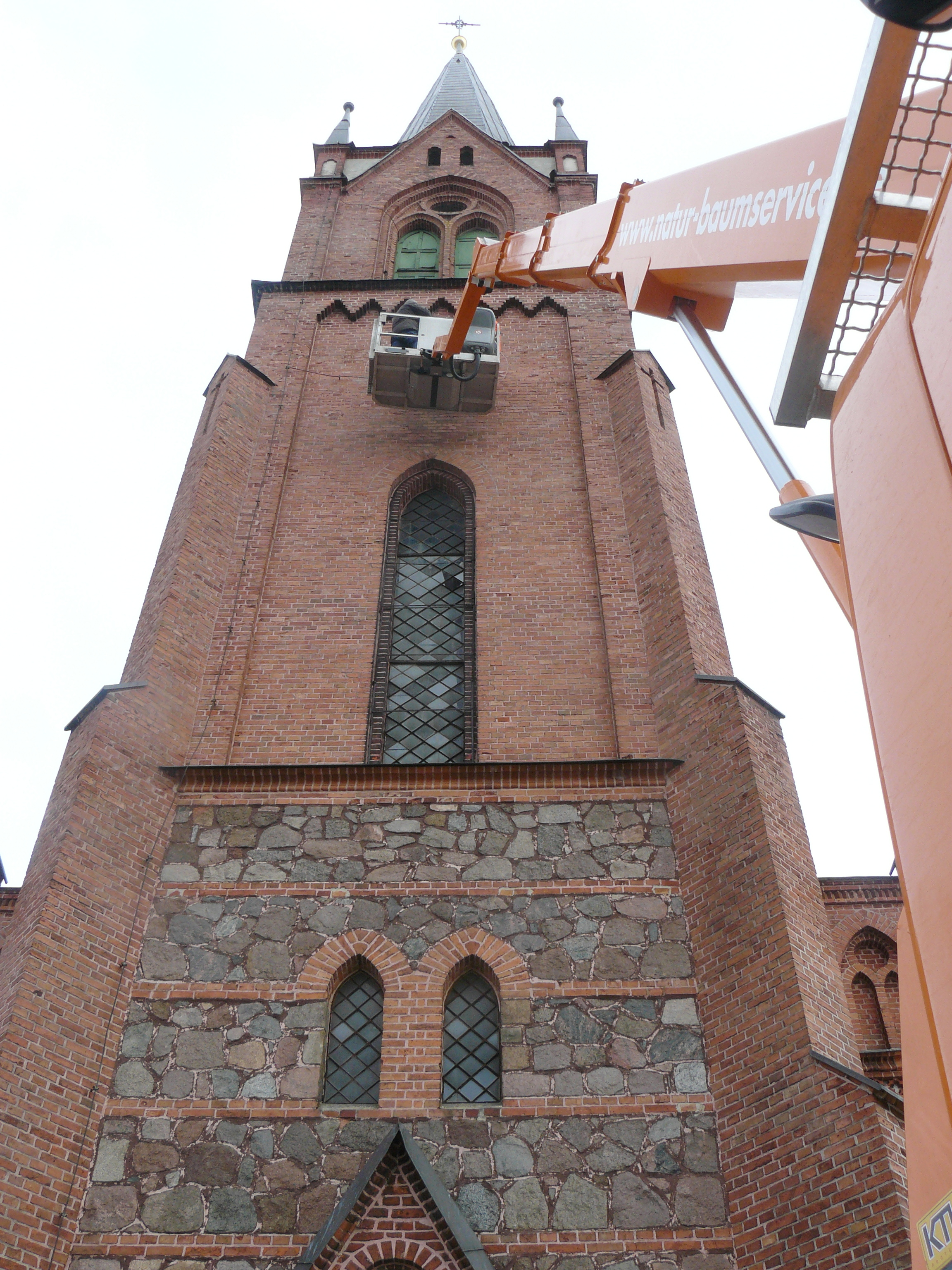
Der Westturm

1261 wurde zum ersten Mal eine Kirche in Penkun genannt. Sieben Mal wurde die Kirche danach erheblich durch Brände beschädigt und wieder saniert oder neu gebaut. 1854 sind die vorletzte Kirche mit dem Holzturm sowie 144 von 189 Wohnhäusern durch ein Großfeuer vernichtet worden.
Die neogotische Backsteinkirche wurde von 1858 bis 1862 gebaut. Prägnant ist der östliche Treppengiebel mit den sieben Fialen. Davor befindet sich der eingerückte Chor mit einer 3/8 Apsis. Auffällig ist das Feldsteinmauerwerk an den Seitenwänden unter den Fenstern und in den unteren Geschossen des Turms.
Der quadratische fünfgeschossige Westturm mit vier Fialen und den abgetreppten Strebepfeilern hat einen achteckigen spitzen Turmhelm mit einer Kupfereindeckung.

### Innen
Die einschiffige Hallenkirche hat eine dreiseitige Empore.
Das Altarbild auf der Empore ist eine Kopie des Originals der St.-Gertrud-Kirche Stettin; es zeigt den sinkenden Petrus (Mt 14,28–31 ). 1962 wurde der Altarraum vom Kirchenmaler Lothar Mannewitz (Rostock) neu gestaltet; er schuf ebenfalls das neue Altarkreuz.
Die Orgel von 1863 stammt vom Orgelbaumeister Barnim Grüneberg (Stettin). Im Zweiten Weltkrieg wurde sie beschädigt. Der Urenkel des Erbauers, Barnin Grüneberg jun., konnte sie ab 1959 restaurieren und die Prospektpfeifen erneuern. Sie hat zwei Manuale und 13 Register.

## Kirchengemeinde
Die evangelische Kirchengemeinde in der Propstei Pasewalk im Pommerschen Evangelischen Kirchenkreis mit Kinder-, Jugend-, Elternkreis und Chor wird vom Kultur- und Heimatverein Penkun unterstützt. Zum Pfarramt Penkun, Breite Straße 10, gehören die Orte: Penkun mit Storkow (Kirche), Büssow und Battinsthal (Kapelle) sowie Sommersdorf (Kirche) mit Wollin (Kirche), Friedefeld, Schuckmannshöhe, Grünz (Kirche), Radewitz, Neuhof und Kirchenfeld.